# 닮고 싶고 되고 싶은 과학기술인
닮고 싶고 되고 싶은 과학기술인은 2002년부터 과학기술 주무부처에서 청소년에게 롤 모델이 될 과학기술인에게 주는 상이다.